# Ichneumon geminus
Ichneumon geminus är en stekelart som beskrevs av Gmelin 1790. Ichneumon geminus ingår i släktet Ichneumon och familjen brokparasitsteklar. Inga underarter finns listade i Catalogue of Life.